# Vermiglio
Vermiglio település Olaszországban, Trento megyében. Lakosainak száma 1777 fő (2023. január 1.). Vermiglio Carisolo, Ossana, Peio, Pellizzano, Ponte di Legno, Spiazzo, Giustino és Strembo községekkel határos.

## Népesség
A település népességének változása:
| Lakosok száma | 1869 | 1846 | 1777 |
|               | 2017 | 2018 | 2023 |